# Stanislava Hrozenská
Stanislava Hrozenská (ur. 17 czerwca 1982 w Nitrze) – słowacka tenisistka.

## Kariera tenisowa
W rozgrywkach tenisowych zadebiutowała jako czternastolatka, w maju 1996 roku, na turnieju ITF w Nitrze. Zagrała tam w kwalifikacjach do turnieju singlowego, ale już w pierwszej rundzie przegrała z rodaczką Martiną Suchą. Lepiej poszło jej w deblu, gdzie z partnerką, Kataríną Bašternákovą dotarły do ćwierćfinału turnieju głównego. Po tym pierwszym kontakcie z zawodowym tenisem miała rok przerwy i następnym razem na kortach pojawiła się w 1998 roku. W maju zagrała w turnieju w Preszowie i doszła do finału imprezy, w którym przegrała z Ľudmilą Cervanovą. Ten sam wynik osiągnęła na turnieju w meksykańskim Los Mochis, tym razem ponosząc porażkę ze Zsófią Gubacsi. W kwietniu 1999 roku osiągnęła kolejny finał, w Dżakarcie, który przegrała z Wynne Prakusyą, a potem w finale w Poznaniu uległa Annie Żarskiej. Sukcesem natomiast zakończył się jej udział w Poznaniu w grze deblowej, którą wygrała, odnotowując swój pierwszy w karierze wygrany turniej. Jeszcze tego samego roku w sierpniu triumfowała po raz pierwszy w grze pojedynczej, w Mariborze, pokonując w finale Mervanę Jugić-Salkić. W sumie wygrała trzy turnieje singlowe i jedenaście deblowych rangi ITF.
W październiku 1999 roku otrzymała od organizatorów dziką kartę do udziału w kwalifikacjach turnieju WTA w Bratysławie, ale w decydującym o awansie do fazy głównej meczu przegrała z Czeszką Radką Pelikánovą. Rok później na tym samym turnieju wygrała kwalifikacje, pokonując w trzeciej, decydującej rundzie, Martinę Suchą, a w turnieju głównym osiągnęła druga rundę, zwyciężając w pierwszej Węgierkę Petrę Mandulę. W 2002 roku zagrała w kwalifikacjach do turniejów wielkoszlemowych, ale w żadnym z nich nie weszła do fazy głównej. Najbliżej turnieju głównego była w Wimbledonie, ale w decydującym meczu przegrała z Maríą Vento-Kabchi z Wenezueli. W styczniu 2003 roku wygrała kwalifikacje do Australian Open, eliminując takie zawodniczki jak: Juliana Fedak, Lilia Osterloh i Lina Krasnorucka i po raz pierwszy w karierze zagrała w turnieju głównym Wielkiego Szlema. Udział zakończyła jednak na pierwszej rundzie, którą przegrała z Japonką Akiko Morigami. Jeszcze tego samego roku wystąpiła po raz drugi w turnieju wielkoszlemowym, tym razem w Wimbledonie, do którego też awansowała z kwalifikacji. W pierwszej rundzie trafiła na Venus Williams, jak się później okazało, finalistkę imprezy i przegrała 2:6, 2:6.

### Wygrane turnieje singlowe rangi ITF
|    | Data       | Turniej    | Kat. | ($)    | Naw.   | Finalistka           | Wynik             |
| 1. | 22/08/1999 | Maribor    | ITF  | 10 000 | ziemna | Mervana Jugić-Salkić | 4:6, 6:4, 6:2     |
| 2. | 01/08/2004 | Pétange    | ITF  | 25 000 | ziemna | Chanelle Scheepers   | 6:7(10), 6:1, 6:4 |
| 3. | 25/02/2007 | Clearwater | ITF  | 25 000 | twarda | Madison Brengle      | 6:4, 6:3          |